# EUD Malta
EUD Malta est un parti politique maltais, ancien membre d’EUDemocrats. Son leader est Henry Abela.